# Route nationale 149bisA
Die Route nationale 149BisA, kurz N 149BisA oder RN 149BisA, war eine französische Nationalstraße und zugleich von 1862 bis 1933 ein 300 m langer Seitenast der Nationalstraße 149Bis, der in La Roche-sur-Yon den Place Napoléon südlich umlief. Damit verband sie die Nationalstraßen 149bis und 160, die sich auf der anderen Seite des Platzes trafen. Sie wurde 1933 in die Nationalstraße 160A umgewidmet und verschwand im folgenden Jahr durch Änderung der Straßenführung im Stadtzentrum aus dem Netz der Nationalstraßen.